# Eisenbahnunfall von Schönhausen
Bei dem Eisenbahnunfall von Schönhausen fuhr am 16. Oktober 1917 im Bahnhof von Schönhausen (Elbe) ein Sonderzug auf einen Güterzug auf. 26 Menschen starben.

## Ausgangslage
Ein Güterzug war in westlicher Richtung auf der Berlin-Lehrter Eisenbahn unterwegs.
Diesem folgte der Zug Nr. 2240, ein Sonderzug für 250 Kinder aus Essen, die sich von einem Erholungsaufenthalt auf der Heimfahrt befanden.

## Unfallhergang
Das Einfahrsignal des Bahnhofs Schönhausen stand für den Güterzug auf „Fahrt frei“, er bremste aber und fuhr langsam, da er im Bahnhof Schönhausen halten sollte. Der Zugfolgeabschnitt vor dem Bahnhof, den der Güterzug noch nicht verlassen hatte, war entsprechend durch ein „Halt“ gebietendes Signal für folgende Zugfahrten gesperrt. Der Lokomotivführer des nachfolgenden Sonderzuges übersah jedoch das Haltsignal und fuhr in den gesperrten Abschnitt ein. Da das Einfahrsignal für den Güterzug noch auf „Fahrt frei“ stand, sah er dieses als Nächstes, bezog es auf seinen Zug und hatte keine Veranlassung, seine Geschwindigkeit zu reduzieren, bis er das Zugschlusssignal des Güterzuges erkannte. So erfolgte der Aufprall mit relativ hoher Geschwindigkeit. Mehrere der Personenwagen des Sonderzuges wurden zertrümmert.

## Folgen
26 Menschen starben, 25 Kinder und ein Schaffner, 16 weitere Personen, 15 Kinder und eine Begleiterin, wurden verletzt. Lokomotivführer und Heizer des auffahrenden Zuges konnten sich durch Abspringen retten. 

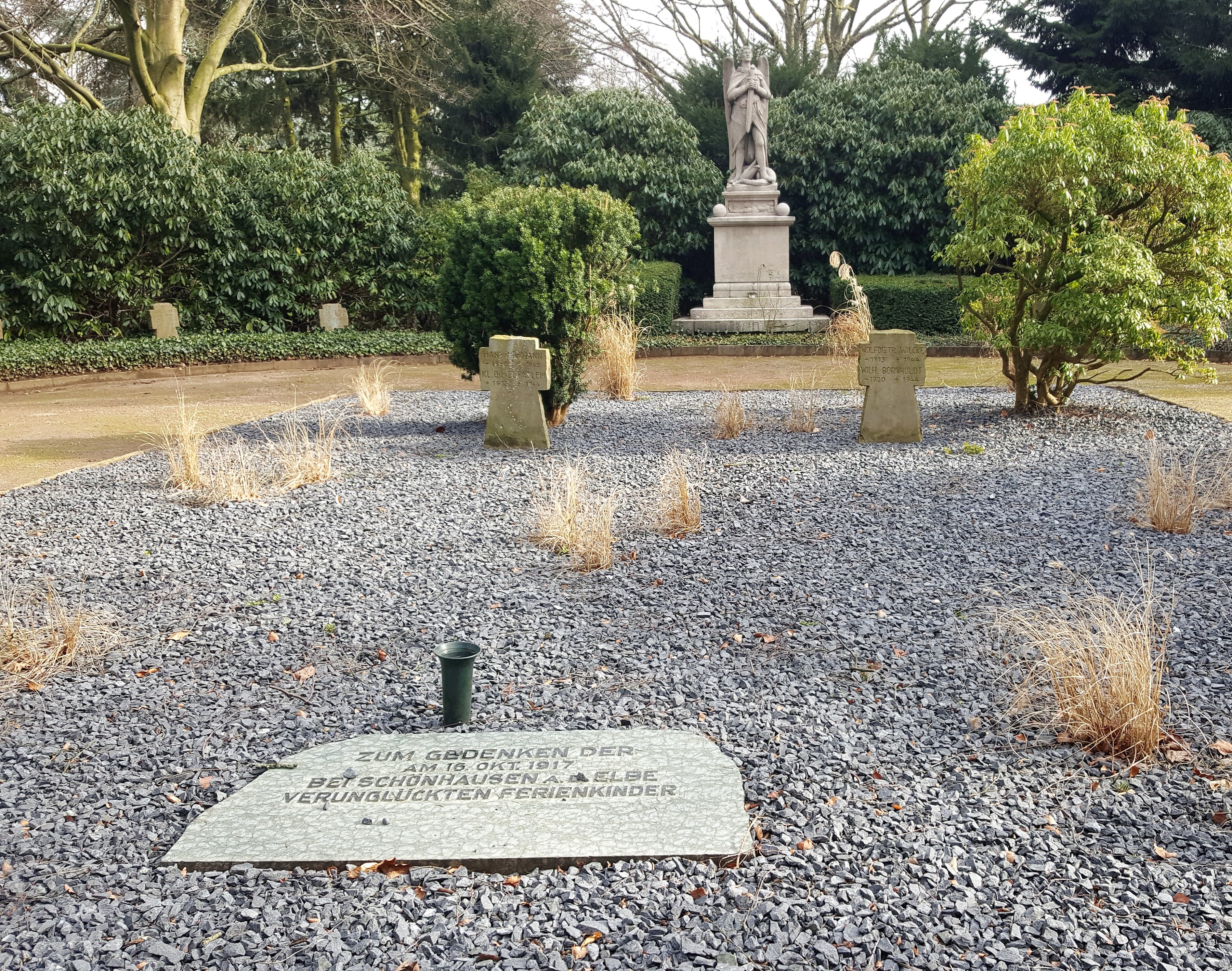
Gedenktafel für die verunglückten Ferienkinder vom 16. Oktober 1917 auf dem Ehrenfriedhof Mönchengladbach-Holt